# Обида
Обида е дума или израз, изказване или поведение, което се смята за унизяващо, обидно и нетактично. Обидите могат да бъдат и „обидни забележки“ , но те могат да бъдат интенционални, тоест с намерението да бъдат такива и случайни, неумишлени. Според Жак Лакан речевите обиди са част или стил на „кавга“ и са тип агресивна комуникация .
Обидата като психологически термин. Освен лингвистичното значение на думата обида, съществува и психологическо състояние, което съответства на чувствата, които предизвиква съответната дума или израз, определени като обида. Обективно думите не са обидни или не, докато субектът не ги възприеме или изтълкува като такива.